# Hourihan-Gletscher
Der Hourihan-Gletscher ist ein Gletscher im Australischen Antarktis-Territorium. In der Britannia Range fließt er von den Südhängen des Ward Tower in südöstlicher Richtung zum Merrick-Gletscher.
Das Advisory Committee on Antarctic Names benannte ihn im Jahr 2000 nach Joseph John Hourihan (1902–1984) von der United States Navy, Kapitän der USS Merrick bei der US-amerikanischen Operation Highjump (1946–1947).